# 弹性卡斯桑木
彈性卡桑斯木，又稱為巴拿馬橡膠樹是一種原生於墨西哥、中美洲以及南美洲北部等熱帶地區的樹木。彈性卡桑斯木是前哥倫布時期中部美洲居民主要的乳膠來源。彈性卡桑斯木的乳膠被收集之後必須要加入並混合一種牽牛花類的月光花的汁液才可以硫化出可用的天然橡膠。而這種月光花通常不會太難找，因為在野外這種攀緣植物的藤蔓往往攀附於彈性卡桑斯木的樹幹上。用這種方式取得的橡膠最著名的用途莫過於用來製造三千年前中美洲流行的中美洲蹴球運動中的硬膠球。彈性卡桑斯木喜歡生長於海拔約600至700米、均溫25℃、年雨量低於1500公厘的地區。